# Національний університет «Одеська морська академія»
Національний університет «Оде́ська морська́ акаде́мія» (НУОМА) — провідний заклад вищої морської освіти в Україні, який розташований в Одесі. За роки незалежності України НУОМА створив мережу відокремлених структурних підрозділів, зокрема у м.  Ізмаїлі.
Випускники університету, як й інші українські моряки працюють у вітчизняних та іноземних судновласників, серед яких є представники Бельгії, Великої Британії, Греції, Данії, Німеччини, Нідерландів, Норвегії, Японії та інших провідних морських держав світу.

## Історія
- 7 червня 1944 р. — утворено Одеське вище морехідне училище (ОВМУ).
- 29 травня 1958 р. — ОВМУ перейменовано на Одеське вище інженерне морське училище (ОВІМУ).
- 26 квітня 1991 р. — ОВІМУ перетворено на Одеську державну морську академію (ОДМА).
- 21 вересня 2002 р. — ОДМА надано статус національної і назву — Одеська національна морська академія (ОНМА).
- 13 липня 2014 р. — відповідно Постанови Кабінету Міністрів України від 13.07.2016 року № 433, факультет ВМС Національного університету «Одеська морська академія» переформовано в Інститут Військово-Морських Сил Національного університету «Одеська морська академія» (НУ «ОМА»)[1].
- 4 червня 2014 р. — відповідно Постанови Кабінету Міністрів України від 04.06.2014 року № 163[2] у складі Одеської Національної морської академії створено Факультет Військово-Морських Сил.
- З 1 січня 2016 р. — відповідно до розпорядження Кабінету Міністрів України від 15 червня 2015 р. № 623-р та Указу Президента України від 25 серпня 2015 р. № 500 Одеську національну морську академію (ОНМА) реорганізовано шляхом її перетворення в Національний університет «Одеська морська академія» (НУ «ОМА»).

За роки своєї діяльності університет підготував близько 40 тис фахівців для морського флоту колишнього СРСР, України і 45 іноземних держав.
У травні 2025 року університет із вісьмома іншими українськими вищими військовими навчальними закладами було включено до мережі Європейського коледжу безпеки та оборони (ESDC).

## Освітні спеціальності
Спеціальності НУ «ОМА»: 
- 271 — Морський та внутрішній водний транспорт;
- 174 — Автоматизація, копм'ютерно-інтегровані технології та робототехніка;
- 121 — Інженерія програмного забезпечення;
- 073 — Менеджмент;
- 081 — Право.

## Керівний склад
Керівники минулих років та діючий ректор:
- Швєд Анатолій Петрович — к. т. н., професор, начальник Одеського вищого мореходного училища (1944 р.), начальник судоводного факультету ОВМУ (1944—1947 р.р.).
- Кравчук Володимир Федорович — начальник Одеського вищого мореходного училища (1944—1947 р.р).
- Слєпченко Іван Гаврилович — начальник Одеського вищого мореходного училища — Одеського вищого інженерногого морського училища (1947—1974 р.р.)
- Зальотов Василь Михайлович — професор, почесний працівник морського флоту СРСР, заслужений працівник вищої школи Української ССР, начальник Одеського вищого інженерного морського училища — Одеської державної морської академії (1974—2000 р.р.)
- Міюсов Михайло Валентинович — д. т. н., професор, заслужений працівник освіти України, почесний працівник морського і річного флоту України, завідувач кафедри автоматизації дизельних і газотурбинних установок, ректор Національного університету «Одеська морська академія» (2000—2025 р.р.)[4].

### Інститути та факультети
НУОМА сьогодні — Дунайський інститут НУОМА, Азовський морський інститут НУОМА, Інститут Військово-Морських Сил НУОМА, Морехідний коледж технічного флоту НУОМА, Морехідне училище ім. О. І. Маринеска НУОМА, Інститут післядипломної освіти «Центр підготовки й атестації плавскладу» НУОМА, Центр післядипломної освіти спеціалістів транспортної інфраструктури.
В університеті діє Навчально-методичний центр довузівської підготовки, до складу якого входять підготовчі курси.
Навчально-наукові інститути:
- Навчально-науковий інститут навігації;
- Навчально-науковий інститут інженерії;
- Навчально-науковий інститут автоматики та електромеханіки;
- Навчально-науковий інститут морського права та менеджменту.

## Матеріально-технічна база
Матеріально-технічна база НУОМА складається з: 7 навчальних корпусів, водної станції, морських тренажерів, навчального  вітрильного судна «Дружба», наукової бібліотеки. 
НУОМА має курсантське містечко (екіпаж) з 4 житловими корпусами, де функціонують: спорткомплекс зі спортивно-тренажерним залом, плавальний  басейн олімпійського класу, спортивні секції, медико-санітарна частина, їдальня на 1200 місць з сучасним обладнанням, кафе, клуб.

## Міжнародна діяльність
Університет бере участь в міжнародних програмах:
- Темпус[5];
- Еразмус+[6];
- IAMU проєкти[7].

З 2013 по 2017 рік університет був партнером міжнародного консорціуму за Темпус проєктом TATU. В результаті реалізації проєкту був створений тренінг-центр з промислової автоматизації.

## Персоналії
- Міюсов Михайло Валентинович — д. т. н., професор, заслужений працівник освіти України, почесний працівник морського і річного флоту України, завідувач кафедри автоматизації дизельних і газотурбинних установок, ректор НУОМА 2000—2025 р.р.
- Будашко Віталій Віталійович — д.т.н., професор, директор навчально-наукового інституту автоматики та електромеханіки.
- Ворохобін Ігор Ігорович — д.т.н., професор, почесний працівник морського і річного транспорту України, директор  навчально-наукового інституту навігації НУОМА.
- Голіков Володимир Антонович — д. т. н., професор, заслужений працівник народної освіти України, почесний працівник морського і річного транспорту України, проректор з наукової роботи ОНМА, завідувач кафедри технічної експлуатації флоту
- Голубєв Віталій Костянтинович — к. т. н., професор, заслужений працівник народної освіти України, почесний працівник морського флоту СРСР, перший проректор ОНМА 1981—2008 р.р.
- Зальотов Василь Михайлович — професор, почесний працівник морського флоту СРСР, заслужений працівник вищої школи Української РСР, начальник Одеської державної морської академії (ОДМА) 1974—2000 р.р.
- Котриков Ким Павлович — к. т. н., професор, начальник електромеханічного факультету з 1959—2000 р.р., почесний працівник морського флоту СРСР.
- Козир Лоран Антонович — к. т. н., професор, декан факультету судноводіння 1989—1999 р.р., почесний працівник морського і річного транспорту України.
- Колєгаев Михало Олександрович — к. т. н., професор, заслужений працівник освіти України, почесний працівник  транспорту України, директор навчально-наукового інституту інженерії НУОМА.
- Козьміних Анатолій Васильович — д. т. н., професор, заслужений діяч науки і техніки України, почесний робітник морського флоту СРСР, начальник факультету автоматики 1989—1996 р.р.
- Кузнєцова Інесса Василівна — д. п. н., професор, завідувач кафедри філософії, заслужений діяч науки і техніки, відмінник народної освіти України, почесний працівник морського і річкового транспорту України.
- Ланчуковський Володимир Ілліч — к. т. н., професор, почесний секретар Одеського відділення Інституту морської техніки, науки і технології.
- Орленко Михайло Іванович — математик, професор кафедри теоретичної механіки та опору матеріалів.
- Ріпенко Артем Ігорович — український юрист, кандидат юридичних наук, старший дослідник, адвокат. Наймолодший директор Одеського науково-дослідного інституту судових експертиз Міністерства юстиції України (ОНДІСЕ).
- Сізов Віктор Григорійович — д. т. н., професор, відмінник освіти України.
- Савінова Наталія Андріївна — д.ю.н., с.н.с., відмінник освіти, директор навчально-наукового інституту морського права та менеджменту НУОМА.
- Цимбал Микола Миколайович — д. т. н., професор, заслужений працівник освіти України, почесний працівник морського і річного транспорту України, завідувач кафедри електронних комплексів судноводіння.